# José Luis Alvite
José Luis Rey-Alvite Martínez (Santiago de Compostela, 1949-ibíd., 15 de enero de 2015) fue un periodista y escritor español.

## Biografía
Nieto, hijo y sobrino de periodistas, y anteriormente empleado de banca, su padre fue el periodista José Rey-Alvite Feás. Empezó como periodista en El Correo Gallego, y colaboró más tarde en Diario 16, La Razón, Faro de Vigo, La Opinión de A Coruña y La Nueva España. También colaboró en el programa de radio Herrera en la Onda de la emisora Onda Cero. Alvite hace un costumbrismo descarnado, encanallado y callejero, casi de novela negra, muy elaborado literariamente, inspirado en Francisco Umbral, pero más partidario del símil que de la metáfora y más conceptuoso. Sus libros son en realidad recopilaciones de artículos. Falleció de cáncer de pulmón el 15 de enero de 2015.

## Libros publicados
- Historias del Savoy (2004). ISBN 978-84-933888-0-5
- Almas del nueve largo (2007). ISBN 978-84-935134-2-9
- Áspero y sentimental (2008). ISBN 978-84-936461-2-7
- Humo en la recámara (2011). ISBN 978-84-937490-9-5
- Lilas en un prado negro (2012). ISBN 978-84-939098-3-3
- Charlas de nunca (2014). ISBN 978-84-939098-8-8

## Premios
- Premio Diego Bernal por su labor profesional.[6]